# Another World (album)
Another World is een studioalbum van Queen-gitarist Brian May. Het album werd opgenomen tussen 1996 en 1998, en uitgebracht in juni 1998.
Het oorspronkelijke idee was om een album met covers van Mays muzikale helden te maken. Tijdens de opnamen schreef May echter zo veel nieuwe nummers die hij ook op het album wilde plaatsen, dat dit idee naar de achtergrond verschoven werd. Uiteindelijk bevatte het album negen originele nummers van May, en drie covers, van Larry Williams, Jimi Hendrix en Mott the Hoople. Twee andere tijdens de sessies opgenomen covers, "F.B.I." van The Shadows en "Hot Patootie" uit The Rocky Horror Picture Show, verschenen als B-kant bij singles van het album.
Op het album werd May bijgestaan door drummer Cozy Powell en bassist Neil Murray. Gitarist Jeff Beck speelde mee in het nummer "The Guv'nor", Foo Fighter Taylor Hawkins in het nummer "Cyborg" en Ian Hunter zong mee in "All The Way From Memphis".

## Tracks
1. "Space" 0:47 (May)
2. "Business" 5:07 (May)
3. "China Belle" 4:01(May)
4. "Why Don't We Try Again" 5:24 (May)
5. "On My Way Up" 2:57 (May)
6. "Cyborg" 3:54 (May)
7. "The Guv'nor" 4:13 (May)
8. "Wilderness" 4:52 (May)
9. "Slow Down" 4:18 (Williams)
10. "One Rainy Wish" 4:05 (Hendrix)
11. "All The Way From Memphis" 5:16 (Hunter)
12. "Another World" 7:30 (May)

### Japanse versie
In Japan werd het album uitgebracht met twee cvoers, te weten 'F.B.I.' van The Shadows en Hot Patootie – Bless My Soul, origineel gezongen door Meat Loaf in de cultfilm The Rocky Horror Picture Show.

## = 2022 heruitgave
In 2022 werd het album opnieuw uitgebracht met daarbij een extra cd met bonustracks. Hieronder waren ook de Japanse bonustracks.